# 군산항선
군산항선(群山港線)은 전북특별자치도 군산시 대야면의 대야역과 군산시 오식도동의 군산항역을 연결하게 될 지선 철도 노선이다. 2012년 7월에 착공하였으며, 당초 2018년말 개통 예정이었으나 2020년 12월 10일에 개통되었다. 이 철도는 장항선의 복선전철화 사업인 익산-대야 복선전철과 연계되어 개통하며, 따라서 군산항에서 전라선으로 바로 통하는 철도 물류수송망이 확보되게 된다. 이 철도의 개통으로 옥구선은 군산항선에서 분기하게 된다.

## 노선 개요
- 운영자: 한국철도공사
- 건설기관: 국가철도공단
- 사업구간: 대야 ~ 군산옥산 ~ 군산항
- 노선연장: 25.8 km
- 개통시기: 2020년 12월 10일

## 역사
- 2004년 6월: 예비타당성 조사 통과
- 2011년 2월: 실시설계 완료
- 2012년 7월: 착공[2]
- 2020년 11월 24일 : 사업용 철도 노선 지정 및 철도거리표 고시[4]
- 2020년 12월 10일: 개통

## 역 목록
| 역명     | 로마자 역명 | 한자 역명 | 역간 거리 | 영업 거리 | 접속 노선 | 소재지         | 소재지 | 비고   |
| -------- | ----------- | --------- | --------- | --------- | --------- | -------------- | ------ | ------ |
| 대야     | Daeya       | 大野      | 0.0       | 0.0       | 장항선    | 전북특별자치도 | 군산시 |        |
| 군산옥산 | GunsanOksan | 群山玉山  | 8.3       | 8.3       | 옥구선    | 전북특별자치도 | 군산시 | 신호장 |
| 군산항   | Gunsan Port | 群山港    | 17.5      | 25.8      |           | 전북특별자치도 | 군산시 |        |

## 미래
새만금항 인입철도 건설시 대야역에서 옥구면의 분기점(군산옥산~군산항 사이)까지 전철화할 예정이다.

## 같이 보기
- 한국철도공사
- 군산화물선
- 옥구선